# Ingelmunster
Ingelmunster est une commune néerlandophone de Belgique située en Région flamande dans la province de Flandre-Occidentale.

## Héraldique
|  | La commune possède des armoiries qui lui ont été octroyées le 26 janvier 1849. Les armoiries sont celles de l'ancien domaine et baronnie d'Ingelmunster. En 1845, la municipalité a demandé à pouvoir adopter les armoiries du dernier seigneur d'Ingelmunster, la famille Van Plotho. Le Conseil de noblesse a refusé et la municipalité a demandé les armoiries historiques de la baronnie. Toutefois, la couleur rouge a été mal décrite. Les armes ont donc été dotées d'une tête de cerf. Blasonnement : D'or à une tête de cerf au naturel ramé de dix pièces de gueules. Source du blasonnement : Heraldy of the World. |

## Géographie

Représentations cartographiques de la commune
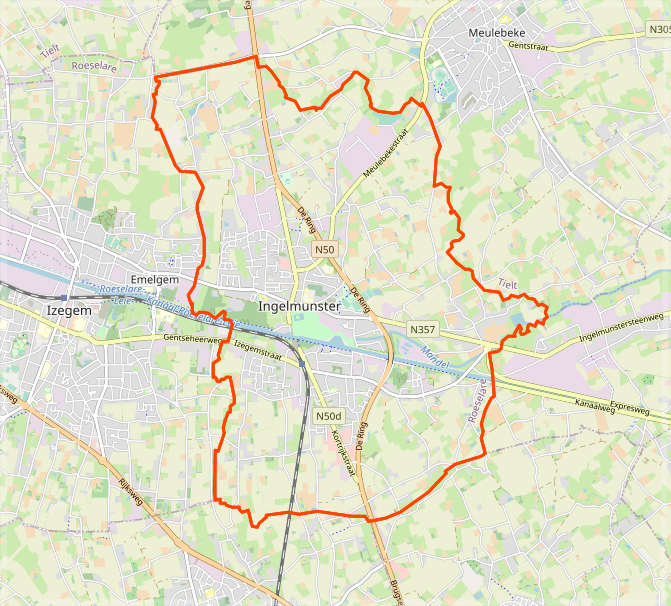
Carte OpenStreetMap.
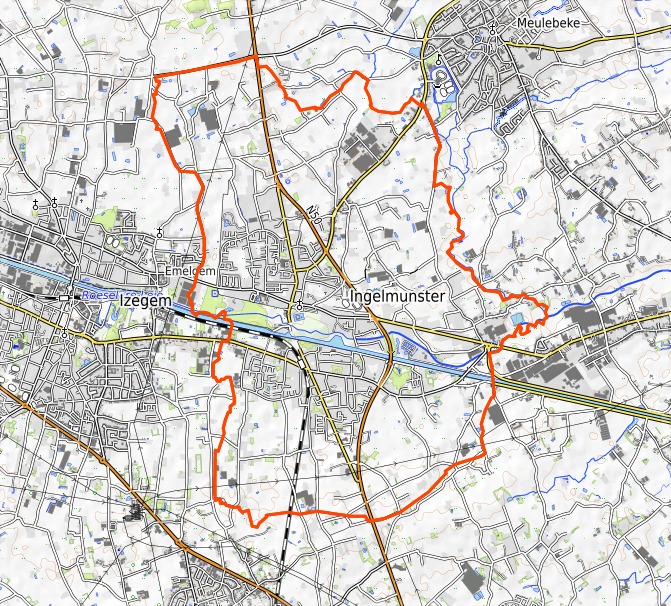
Carte topographique.

Inglemunster n'est pas concernée par les fusions de communes de 1977 ; elle ne compte donc pas de commune fusionnée. Ingelmunster est apparue au nord de la Mandel, sur la rive gauche, et s'est développement plus tard au sud. Le centre de la commune est formé de deux parties séparées par la rivière, qui forment chacune leur paroisse. La Mandel coule en grande partie parallèlement au canal Roulers-Lys et forme avec la réserve naturelle de Mandelhoek et le jardin du château, une division naturelle d'Ingelmunster en deux parties.
Ingelmunster jouxte les villages et communes suivants :
| - Izegem (ville d'Izegem) - Emelgem (ville d'Izegem) - Meulebeke (commune de Meulebeke) |

| - Oostrozebeke (commune d'Oostrozebeke) - Hulste (ville de Harelbeke) - Lendelede (commune de Lendelede) |

## Démographie
Le graphique suivant reprend sa population résidente au 1er janvier de chaque année
- Source : DGS - Remarque: 1831 jusqu'à 1981=recensement; depuis 1990=nombre d'habitants chaque 1er janvier[2]

## Galerie

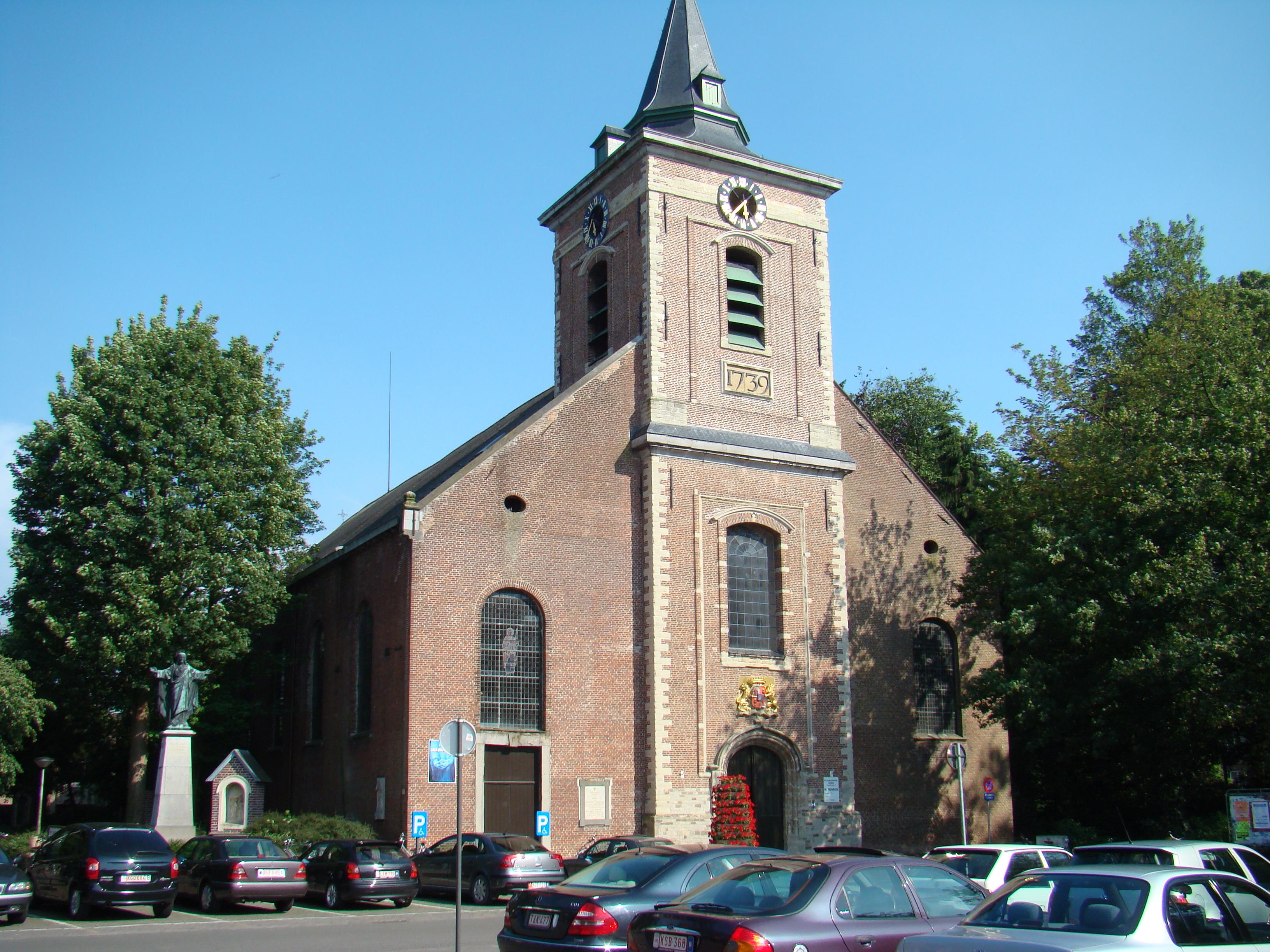
L'église St-Amandus à côté du château d'Ingelmunster
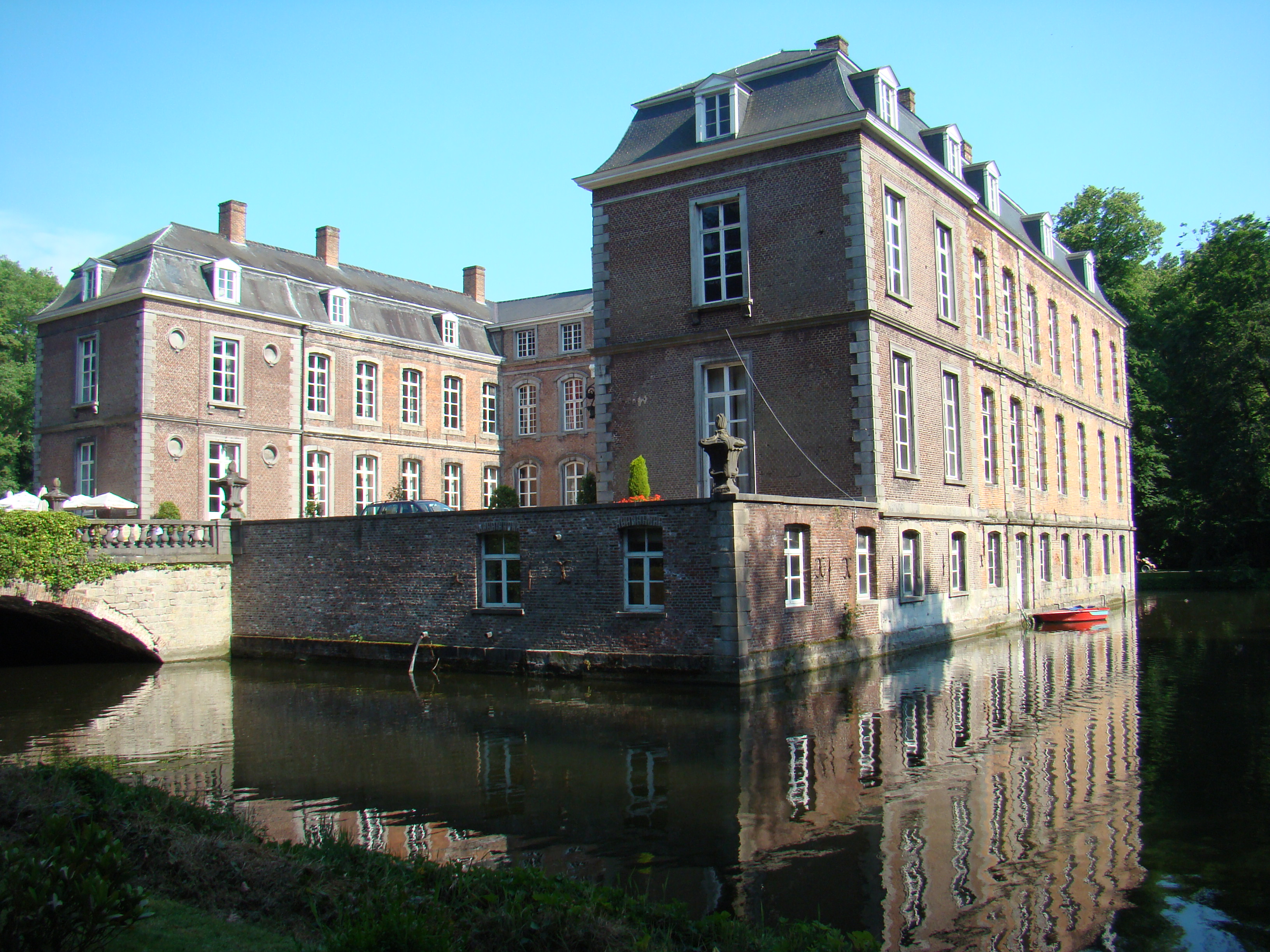
Le château d'Ingelmunster